# Hanne Malmberg
Hanne Malmberg (født 19. november 1964 i Upernavik) er en dansk forhenværende cykelrytter. Hun lavede store resultater i både landevejscykling og på banen.
Hun har deltaget fire gange ved kvindernes Tour de France, hvor det i 1993 blev til etapesejr på en enkeltstart. Ved Sommer-OL 1992 blev hun nummer fire i 3000 meter individuelt forfølgelsesløb.
I alt har Malmberg vundet 17 danske mesterskaber i forskellige discipliner, heriblandt har hun rekorden for flest DM'er i enkeltstart med syv stk, som blev vundet i træk.

## Privat
Hun har sønnen Matias Malmberg sammen med tidligere cykelrytter og OL-deltager Kim Gunnar Svendsen.